# Cyrillopsis
Cyrillopsis es un género de árboles perteneciente a la familia  Ixonanthaceae. La especie tipo es Cyrillopsis paraensis Kuhlm. .  El género fue descrito por João Geraldo Kuhlmann y publicado en Archivos do Jardim Botânico do Rio de Janeiro  4: 357 en el año 1925.
Contiene las siguientes especies:

## Especies
- Cyrillopsis micrantha  	(Steyerm.) P.E.Berry & N.Ramírez
- Cyrillopsis paraensis Kuhlm.